# Szaripkułowo
Szaripkułowo (ros. Шарипкулово) – wieś (dieriewnia) w Rosji, w Baszkortostanie, w rejonie karmaskalińskim. W 2010 liczyła 403 mieszkańców.